# Kruisbeeld (Retinne)

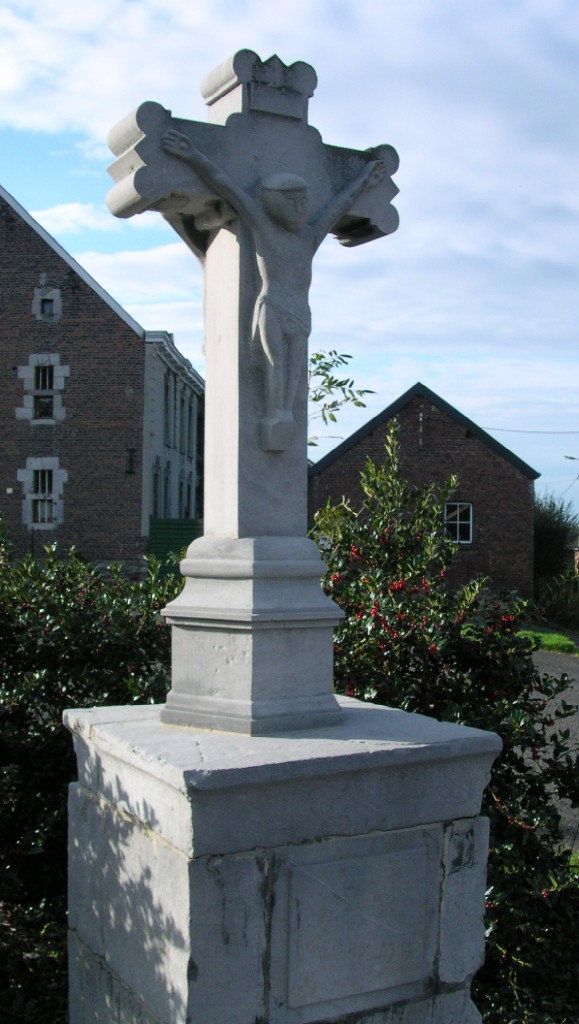
Dubbel kruisbeeld van Retinne

Het kruisbeeld van Retinne bevindt zich op het Place du Marché van het tot de Belgische gemeente Fléron behorende dorp Retinne.
Het kalkstenen kruisbeeld werd opgericht in 1752 en heeft als merkwaardigheid dat zich aan beide zijden van het kruis een Christusfiguur bevindt. Het kruis heeft een zeskante voet en bevindt zich op een sokkel met als opschrift: Ici repose la croix de Jesus Christ, Prions Dieu qu'il nous fasse grâce en paradis, Guilleaume Labeye et Paulus dor Mayeur l'at fait mettre en remerciment 1752 Amen.